# 阿道夫·亚当
阿道夫·夏尔·亚当（法語：Adolphe Charles Adam；1803年7月24日—1856年5月3日），法国浪漫主义时期作曲家、音乐评论家。
亚当最著名的作品是芭蕾《吉赛尔》，同时他还有数十部歌剧，其中著名者包括《隆瑞莫的马车夫》和《我若为王》。他作曲的著名圣诞颂歌《圣善夜》，被认为是历史上第一首被广播播放的音乐作品。

## 生平
亚当生于巴黎，他的父亲路易·亚当也是作曲家。他从小喜好音乐，但对进行严肃的音乐学习没有兴趣，后来终于进入巴黎音乐学院学习，师从著名作曲家布瓦尔迪厄。成年之后，他以作曲为生，并成为合唱指挥。他一生创作了大量的舞台作品，是浪漫主义早期的芭蕾音乐大师。

## 外部連結
- 阿道夫·亚当的免费乐谱，由国际乐谱典藏计划提供
- 阿道夫·亚当的作品  - 古騰堡計劃
- 互联网档案馆中阿道夫·亚当的作品或与之相关的作品
- 來自阿道夫·亚当的LibriVox公共領域有聲讀物
- 阿道夫·亚当在Allmusic上的頁面